# Недзьведзьке (Олецький повіт)
Недзьведзьке (пол. Niedźwiedzkie, нім. Bärengrund) — село в Польщі, у гміні Велички Олецького повіту Вармінсько-Мазурського воєводства.
Населення — 267 осіб (2011).

## Демографія
Демографічна структура станом на 31 березня 2011 року:
|          | Загалом | Допрацездатний вік | Працездатний вік | Постпрацездатний вік |
| -------- | ------- | ------------------ | ---------------- | -------------------- |
| Чоловіки | 128     | 29                 | 88               | 11                   |
| Жінки    | 139     | 33                 | 81               | 25                   |
| Разом    | 267     | 62                 | 169              | 36                   |